# Eustiromastix obscurus
Eustiromastix obscurus là một loài nhện trong họ Salticidae.
Loài này thuộc chi Eustiromastix. Eustiromastix obscurus được Elizabeth Maria Gifford Peckham & George William Peckham miêu tả năm 1893.